# Acanthomenexenus polyacanthus

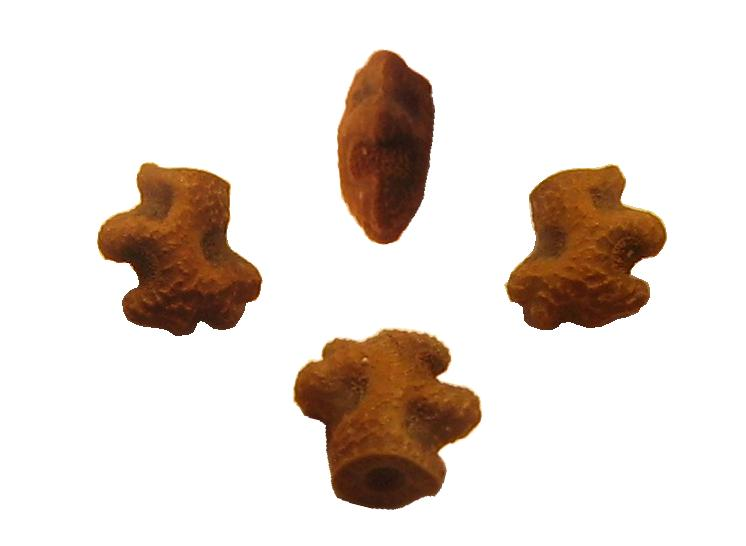
Eier in verschiedenen Ansichten

Acanthomenexenus polyacanthus ist eine gelegentlich auch als Vieldornschrecke bezeichnete Insektenart aus der Ordnung der Gespenstschrecken (Phasmatodea), die auf Sangihe Besar einer der Sangihe-Inseln nördlich von Sulawesi heimisch ist.

## Merkmale
Die Art ist in beiden Geschlechtern flügellos. Neben dem für Stabschrecken typischen, langgestreckten Habitus, fallen besonders die variable Färbung und die vielen dünnen und besonders bei den schlanken Männchen im Verhältnis zum Körper sehr langen Stacheln ins Auge. Die Weibchen erreichen eine Länge von 55 bis 60 Millimetern. Ihre Stacheln sind paarweise auf dem Kopf, dem Thorax und fast über das gesamte Abdomen angeordnet und bilden so eine Doppelreihe. Auf dem Meso- und Metathorax sind sie am längsten und werden hier noch von weiter am Rand sitzenden Stacheln ergänzt. Die Basis der längsten Stachelpaare auf dem Meso- und Metathorax, ist leuchtend orangerot gefärbt. Ihre Spitze ist wie die übrigen Stacheln sehr dunkel gefärbt. Neben fast einheitlich orangebraun gezeichneten Tieren, gibt es auch solche mit kontrastreicherer Zeichnung. Diese entsteht durch ein helles, oft orangebraunes, breites Band auf dem Körper, welches von einer dunkleren Färbung flankiert wird. Es beginnt auf der Stirn, teilt die Augen oft in einen hellen, oberen und einen dunklen unteren Bereich und verläuft dann scharf abgegrenzt über den Thorax und annähernd das gesamte Abdomen. Seitlich von diesem Band variiert die Färbung des Körpers, sowie die der Beine und der etwa 2/3 Körperlänge erreichenden Fühler von hellbraun bis dunkelbraun. Insbesondere Weibchen mit dunkelbrauner Grundfarbe zeigen häufig schwarze Trennlinien zwischen dem hellen Band auf dem Kopf sowie dem Meso- und Metathorax.

Männchen werden nur etwa 40 bis 45 Millimeter lang werden. Sie sind ähnlich bestachelt, wobei die letzten Stacheln schon auf den vorderen Abdominalsegmenten zu finden sind. Bisher sind zwei Farbformen bekannt, die jeweils beide unabhängig von den Elterntieren in der Nachkommenschaft auftreten. Die eine ist komplett dunkelbraun gefärbt, während die andere eine dunkelblaue, fast schon metallisch schimmernde Färbung zeigt. Die Männchen sind komplett in der jeweiligen Farbe gezeichnet. Lediglich kurz nach der Häutung zur Imago sind die später glänzend schwarzbraunen Augen noch gelb und das Abdomen auch der blauen Männchen ist noch rotbraun.

## Fortpflanzung
Die Weibchen lassen die bizarr aussehenden, sehr kleinen Eier einfach zu Boden fallen. Aus diesen schlüpfen bereits nach 10 bis 16 Wochen die lediglich fünf Millimeter langen, zunächst völlig grünen Nymphen. Bereits im zweiten Entwicklungsstadium sind sie hellbraun bis strohfarben. Während des drei- bis viermonatigen Heranwachsens nehmen sie immer mehr die Färbung der Imagines an. Dabei können auch die Männchen einen hellen, meist aber schmaleren Streifen auf dem Rücken zeigen. Weibchen sind meist etwa zwei Wochen später adult als gleich alte Männchen.

## Systematik
Heinrich Dohrn beschrieb die Art 1910 anhand eines Weibchens als Menexenus polyacanthus. Dieses Weibchen wurde als Holotypus hinterlegt und befindet sich im Museum und Institut für Zoologie in Warschau. Später wurde Menexenus polyacanthus als Synonym und zeitweilig auch als Unterart von Menexenus horridus (heute Acanthomenexenus horridus) angesehen. Erst nachdem wieder lebende Tiere entdeckt worden sind, unter ihnen auch die ersten Männchen, wurde die Art 2008/2009 wieder als solche anerkannt. Gleichzeitig wurde sie in die neu errichtete Gattung Acanthomenexenus überführt, ebenso wie einige andere vorher zur Gattung Menexenus zählende Arten.

## Terrarienhaltung
Acanthomenexenus polyacanthus ist eine einfach im Terrarium zu pflegende Stabschrecke. Sie lässt sich problemlos bei Zimmertemperatur halten und züchten. Dabei darf die Luftfeuchtigkeit auf Werte zwischen 70 und 80 Prozent ansteigen. Gefressen werden Rosengewächse wie Brombeeren und Weißdorne aber auch Sommerflieder, Hasel und Eichen. Insbesondere die Nymphen nehmen auch gern Farne an. Die Futterpflanzen werden als belaubte Zweige in enghalsigen Vasen in das Terrarium gestellt und sollten gelegentlich mit Wasser besprüht werden. Die Eier können im Terrarium belassen werden, wenn ein leicht feuchtes Substrat den Boden bedeckt.

Die Art wird von der Phasmid Study Group unter der PSG-Nummer 295 geführt. Die Zuchtstämme gehen auf 2007 bzw. 2008 auf der Sangihe-Insel Sangihe Besar gefundene Tiere zurück. Letztere wurden am Mount Sahendaruman gesammelt.

## Bilder

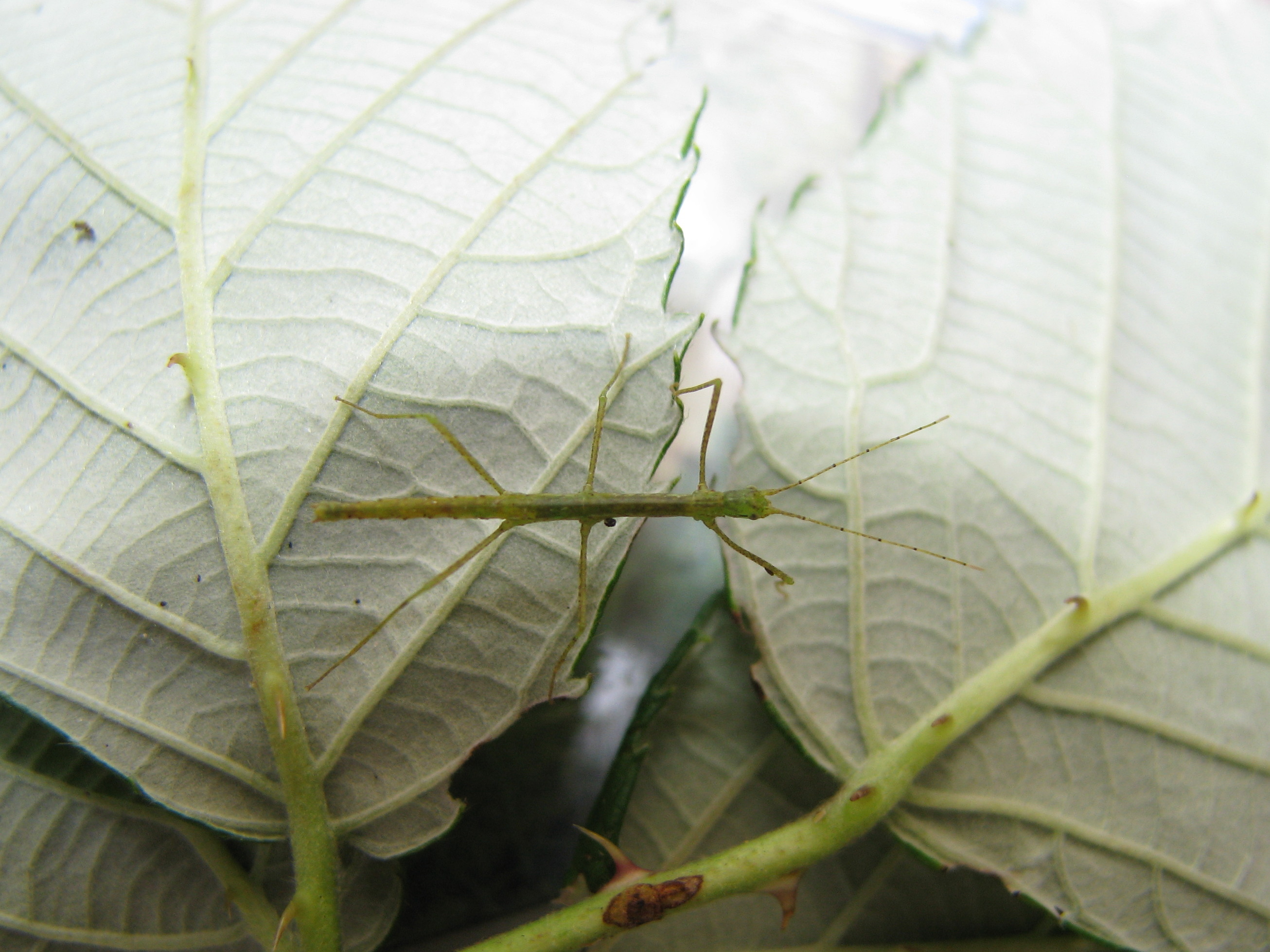
L1 Nymphe
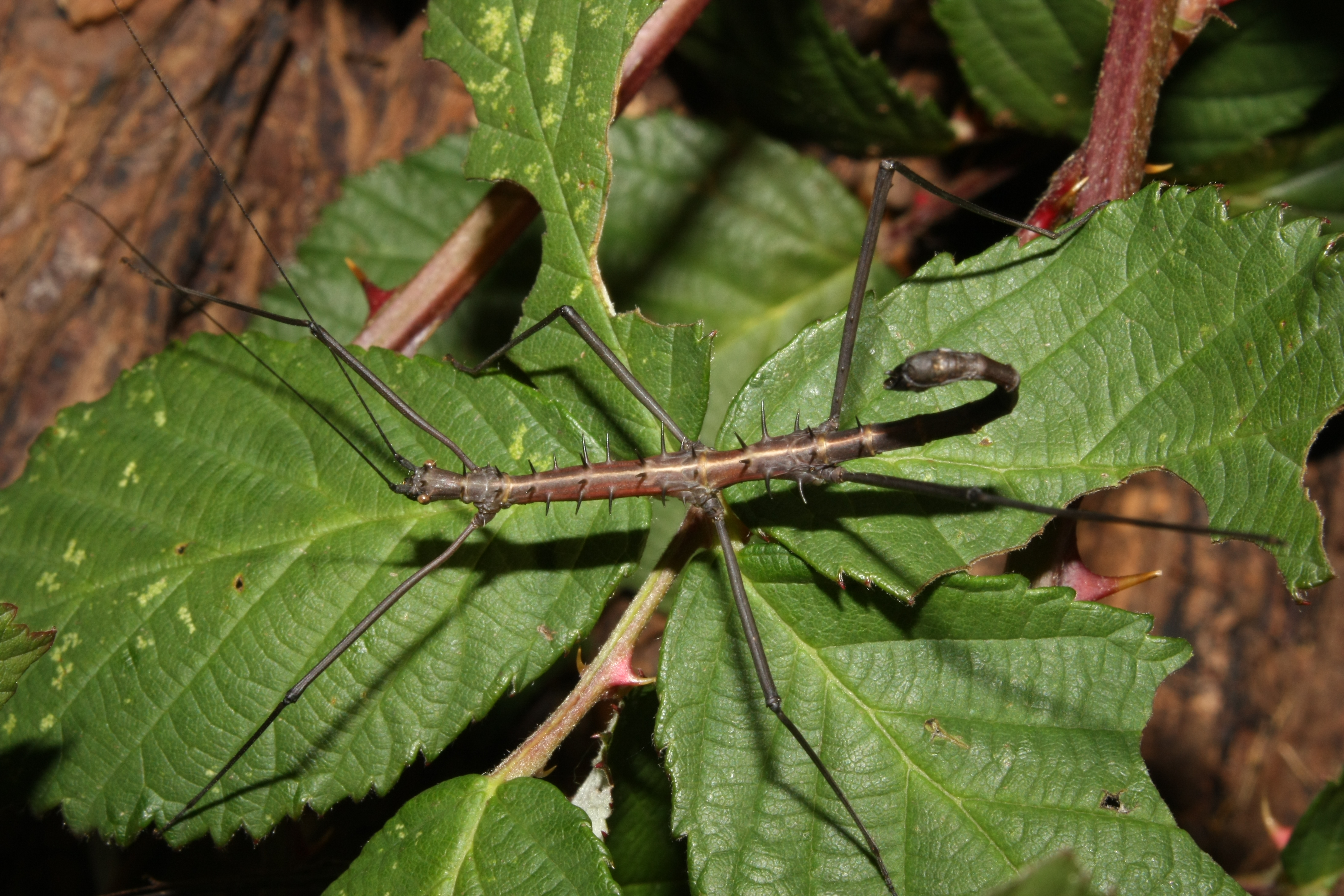
subadultes Männchen
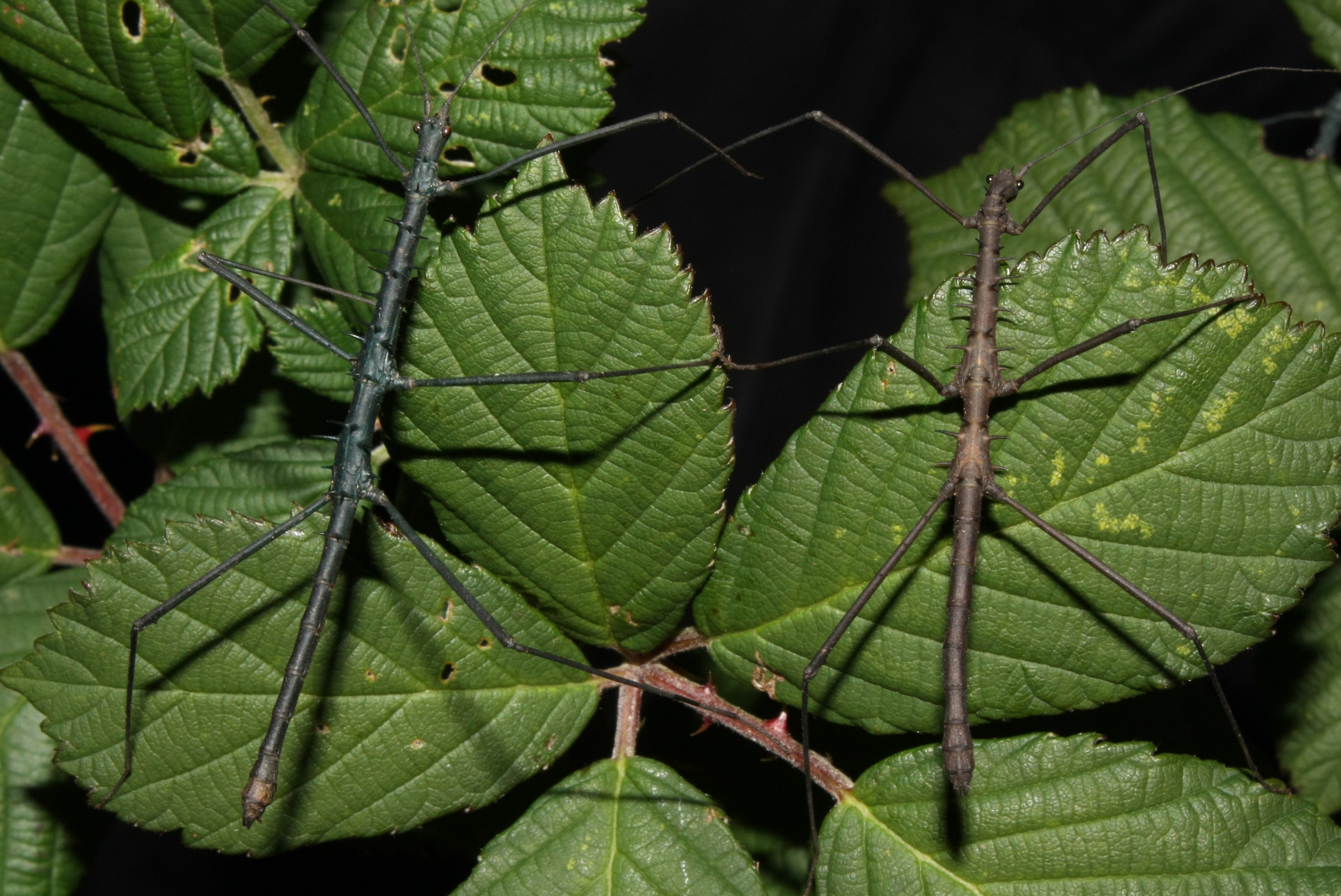
Blaues und braunes Männchen
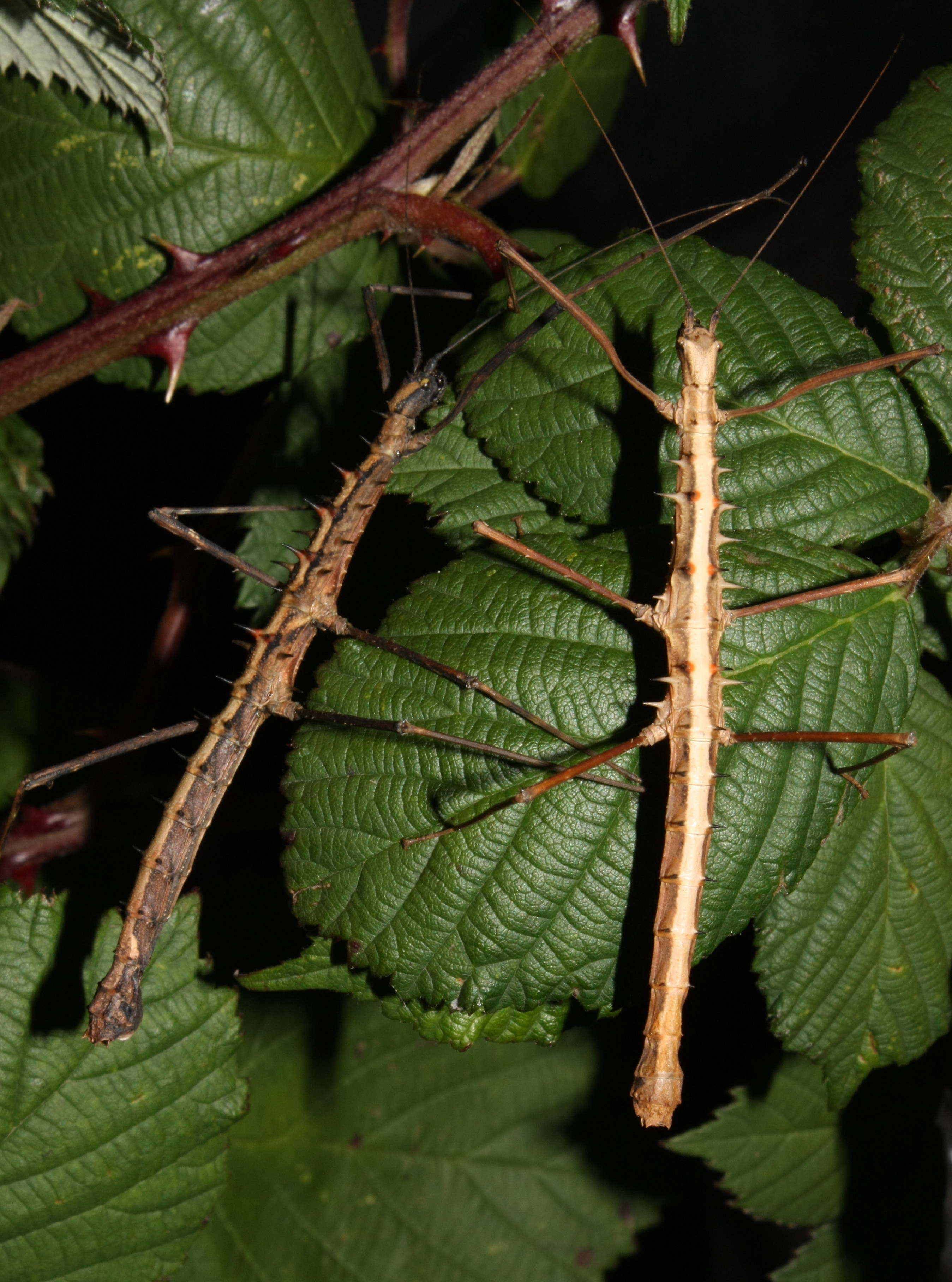
Unterschiedlich gefärbte Weibchen